# Illa de Bougainville
Bougainville és una illa de l'arxipèlag de Salomó però pertanyent a Papua Nova Guinea, amb 10.000 kilòmetres quadrats i més de 100.000 habitants. D'origen volcànic, el seu punt culminant és el Mont Balbi amb 2.715 metres. La ciutat principal és Arawa. L'illa és habitada pel poble nasioi. Forma part de la Regió Autònoma de Bougainville.

## Història

### Descobriment i colonització
Li va donar nom el francès Louis-Antoine de Bougainville que la va descobrir el 1768. No hi va haver assentaments europeus. Nova Guinea va esdevenir colònia alemanya administrada per la Companyia de Nova Guinea del 1885 al 1889. L'1 d'abril de 1889 Nova Guinea va quedar constituïda en colònia alemanya i, per tractat amb els anglesos, es va delimitar que Bougainville en formaria part. Ocupada pels australians el 1915, fou posada sota administració d'Austràlia, per encàrrec de la Societat de Nacions, el 9 de maig de 1921.

### Mandat australià
El 1942 fou ocupada pels japonesos i recuperada per Austràlia, el 1945, essent confirmat el mandat que ja tenien el 1946. L'1 de juliol de 1949 es va incorporar al territori australià de Papua-Nova Guinea format per l'antiga colònia britànica de Nova Guinea (transferida a Austràlia l'1 de setembre de 1906 amb el nom de Territori de Papua) i la Nova Guinea ex alemanya. El mandat de l'ONU va acabar el 1952 i el territori va passar a ser territori australià. La lluita amb les companyies mineres australianes (la CRA, una subsidiària de Conzinc RioTinto, una gran empresa minera multinacional, que era la propietària del 53% de la Bougainville Copper Ltd-BCL) va començar el 1969 i va esdevenir dramàtica el 1972 amb manifestacions i mobilitzacions generals de la població.

### Independència

Bandera independentista de Bougainville

L'1 de setembre de 1975 les autoritats provincials de l'illa Bougainville (incloent-hi l'illa de Buka) van proclamar la independència amb el nom de República de Salomó del Nord. La nova República va adoptar una bandera nacional elegida en un concurs. El 16 de setembre de 1975 Papua Nova Guinea va assolir la independència, incloent-hi formalment a la República de Salomó del Nord. Fruit d'un acord polític (1976) la república es va dissoldre el 1977 i la llei 1/1977 va establir un virtual estat federal (sense donar-li aquest nom), amb assemblees provincials, i amb dret a bandera per a totes les províncies. La bandera republicana fou reconeguda com a bandera provincial de Bougainville-Buka (Província de Salomó del Nord). Però els drets sobre la terra i les mines van portar a una segona secessió i el 17 de maig de 1990 es va proclamar la República de Bougainville. Francis Ona, cap de l'Exèrcit Republicà de Bougainville fou proclamat president provisional. No hi va haver canvi de bandera. Poc després es va adoptar un nom natiu per la República, que fou el de República de Meekamui. Després d'anys de lluita, el 1995 l'exèrcit de Papua Nova Guinea va actuar desmesuradament i les mateixes forces armades es van oposar a la repressió.

### Vers un estat autònom
El 1996 van començar converses i el 23 de gener de 1998 es va arribar a una treva que va portar a un acord de pau el 2001, avalat per Austràlia, i un estatut d'autonomia provisional el 27 de març del 2002. Després de tres anys de negociacions, es van celebrar eleccions i es va establir un estatut d'àmplia autonomia per l'illa amb dret a l'autodeterminació per al cap d'entre deu i quinze anys, que va entrar en vigor el 15 de juny del 2005. La bandera de sempre va ser reconeguda com a bandera de l'estat autònom.
L'11 de desembre de 2019 se celebrar el referèndum d'independència en què el 97,7% de la població votà a favor de convertir-se en un país sobirà. Segons el comitè organitzador, el 85% dels habitants de arxipèlag votaren en la consulta tot i no ser vinculant. El referèndum estableix que els governs de Papua Nova Guinea i l'autònom de Bougainville iniciïn converses, però serà el Parlament papú el que en una votació accepti o rebutgi la possibilitat que les illes es converteixin en estat.

### Llista de governants
- Hyakutake Seikichi 1942-1945
- Kanda Masatane 1945
- Oscar Woolverton Griswold 1843-1944 (part ocupada pels americans)
- Sir Stanley George Savige 1944-1945 (governador militar australià)
- sense un govern únic 1945-1975 (governs locals als pobles)
- Alexis Sarei 1975-1980 (primera vegada, governador provincial president de la República de Salomó del Nord, governador de la província autònoma de Salomó del Nord)
- Leo Hannett 1980-1984 (governador de província autònoma)
- Alexis Sarei 1984-1987 (segona vegada, governador de província autònoma)
- Joseph Kabui 1987-1990 (governador de província autònoma)
- Sam Tulo 1990-1995 (administrador del govern central)
- Francis Ona 1990-1998 (President del Bougainville Interim Government, rebel)
- Theodore Miriung 1995-1996 (president del govern provincial)
- Gerard Sinato 1996-1998 (president del govern provincial)
- Gerard Sinato i Josep Kabui 1999 (copresidents de l'Assemblea Constituent de Bougainville)
- John Momis 1999-2005 (governador especial i després president del govern autònom provisional)
- Gerard Sinato 2005 (governador provisional per entrega del poder)
- Joseph Kabui 2005-? (president del govern autònom)